# Felker András
Felker András (Szakolca, 1698. november 30. – Zsolna, 1737. március 22.) bölcsészdoktor, jezsuita rendi pap.

## Élete
1715-ben lépett a jezsuita rendbe. 1726-tól 1729-ig Nagyszombatban filozófiát és teológiát hallgatott, ezután a helyi gimnáziumban és 1734-ben Kassán a bölcselet tanára volt.
1734-ben Fischer József báró doktorrá avatására saját neve alatt adta ki Gabon Antal fizikai-kémiai témájú munkáját, melyet kibővített egy fejezettel, amely a folttisztításról szól. Feltételzik, hogy a két szerző használhatott azonos külföldi forrást.

## Munkái
- Arcana naturae et artis. Partes 2. Cassoviae, 1734–35
- Celebriores Hungariae reges cum praeclaris principibus collati… neobaccalaureorum cum in universitate Cassoviensi prima aa. ll. et philosophiae laurea ornarentur promotore… ab humanitate Cas soviensi dicata. Cassoviae, 1734

Hibásan neki tulajdonítják  Árvai Mihály névtelenül megjelent művét: Res literaria Hungariae.